# Sông Armu
Armu (tiếng Nga: Арму) là một sông tại quận Krasnoarmeysky của vùng Primorsky tại Nga, đây là một chi lưu của sông Bolshaya Ussurka.
Sông Armu có chiều dài 201 km. Diện tích lưu vực xấp xỉ 5424 km². Chi lưu dài nhất của sông Armu là sông Obilnaya (101 km).
Sông là một địa điểm nổi tiếng đối với các hoạt động du lịch và đánh cá. Một loại vodka mang tên sông này.